# Aditya Dev
Aditya 'Romeo' Dev (Phagwara, 1 de Novembro de 1988 – Jalandar, 13 de Setembro de 2012) foi um fisiculturista com nanismo que ficou famoso ao ser noticiado pela imprensa do Reino Unido, em Fevereiro de 2008. Romeo realiza o exercício desenvolvimento de ombros com halteres de 1,5 kg, um feito notável, devido ao seu peso de 9 kg, e sua altura de 84 centímetros. Embora não tenha sido publicado no Guinness World Records book, em 2006, foi reconhecido como o "menor fisiculturista do mundo".
Ao contrário de muitos anões, Romeo é bem proporcional, com uma cabeça de 38 centímetros (15 polegadas) e um tórax de 51 centímetros (20 polegadas). Ele mantinha seu físico, treinando longas horas com seu instrutor Ranjeet Pal.
Romeo gozava de grande fama em seu país de origem e fez muitas aparições na televisão local para mostrar suas habilidades de dança. Além de musculação, Romeo viajava muito como artista e dançarino.
No verão de 2008, Aditya foi diagnosticado com aneurisma que, se não fosse tratada, seria uma séria ameaça à sua vida. Aneurismas e Moyamoya são sintomas comuns da síndrome MOPD II, que é a causa da pequena estatura de Aditya.
Sua morte foi anunciada no dia 13 de setembro de 2012, devido a complicações do Aneurisma.